# Катражка
Катражка (укр. Катражка) — село,
Старовишневецкий сельский совет,
Синельниковский район,
Днепропетровская область,
Украина.
Код КОАТУУ — 1224888203. Население по переписи 2001 года составляло 94 человека.

## Географическое положение
Село Катражка находится на левом берегу реки Нижняя Терса,
выше по течению на расстоянии в 1,5 км расположено село Лубянка,
ниже по течению на расстоянии в 2,5 км расположено село Старовишневецкое,
на противоположном берегу — село Ясное.
На расстоянии в 0,5 км от села расположен посёлок Вишневецкое.
Рядом проходит железная дорога, станция Вишневецкое в 1-м км.